# Hamulec tarczowy

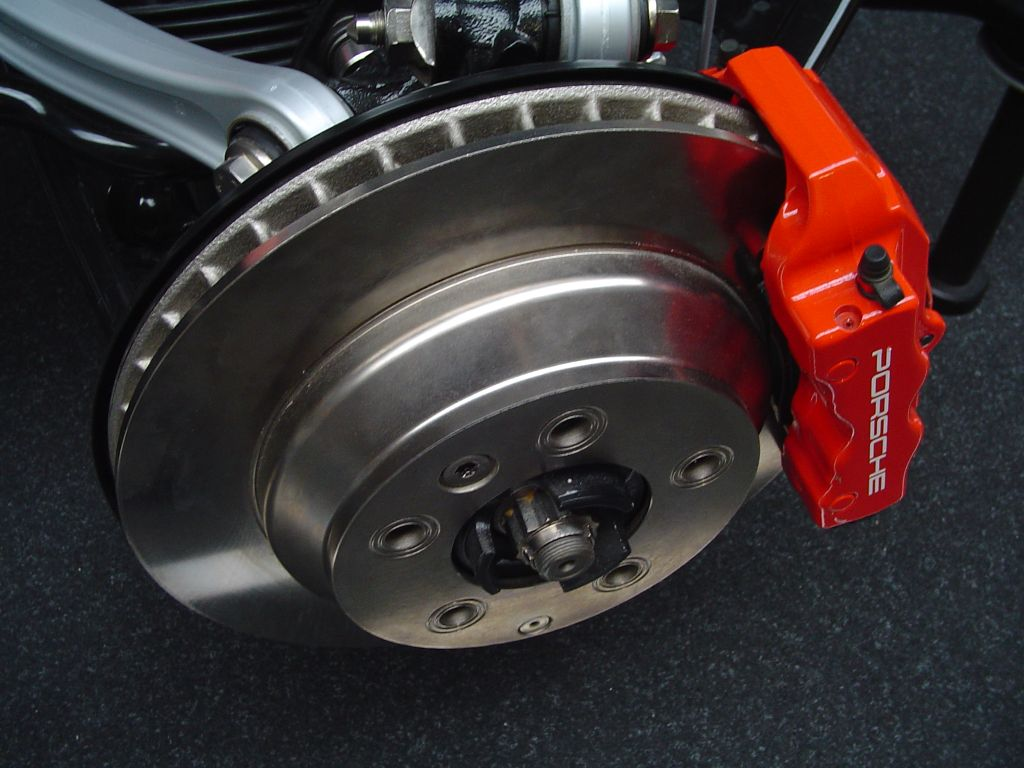
Hamulec tarczowy samochodu Porsche Cayenne

Hamulec tarczowy – rodzaj hamulca ciernego, w którym siła tarcia działa na powierzchni czołowej tarczy. 
Składa się z tarczy hamulcowej połączonej sztywno z hamowanym wałem oraz dwóch lub więcej nieobracających się klocków pokrytych okładziną cierną, które są dociskane do tarczy najczęściej za pomocą siłownika hydraulicznego lub pneumatycznego. 
Hamulce tarczowe stosowane są powszechnie jako hamulce zasadnicze w pojazdach samochodowych,  szynowych, motocyklach, motorowerach i skuterach, wypierając stosowane dawniej hamulce bębnowe, a także w rowerach, zastępując stosowane dotychczas hamulce szczękowe (działające na obręcz koła). Stosowane są również w obrabiarkach (np. jako hamulce do szybkiego zatrzymywania wrzeciona obrabiarki).

## Projekt

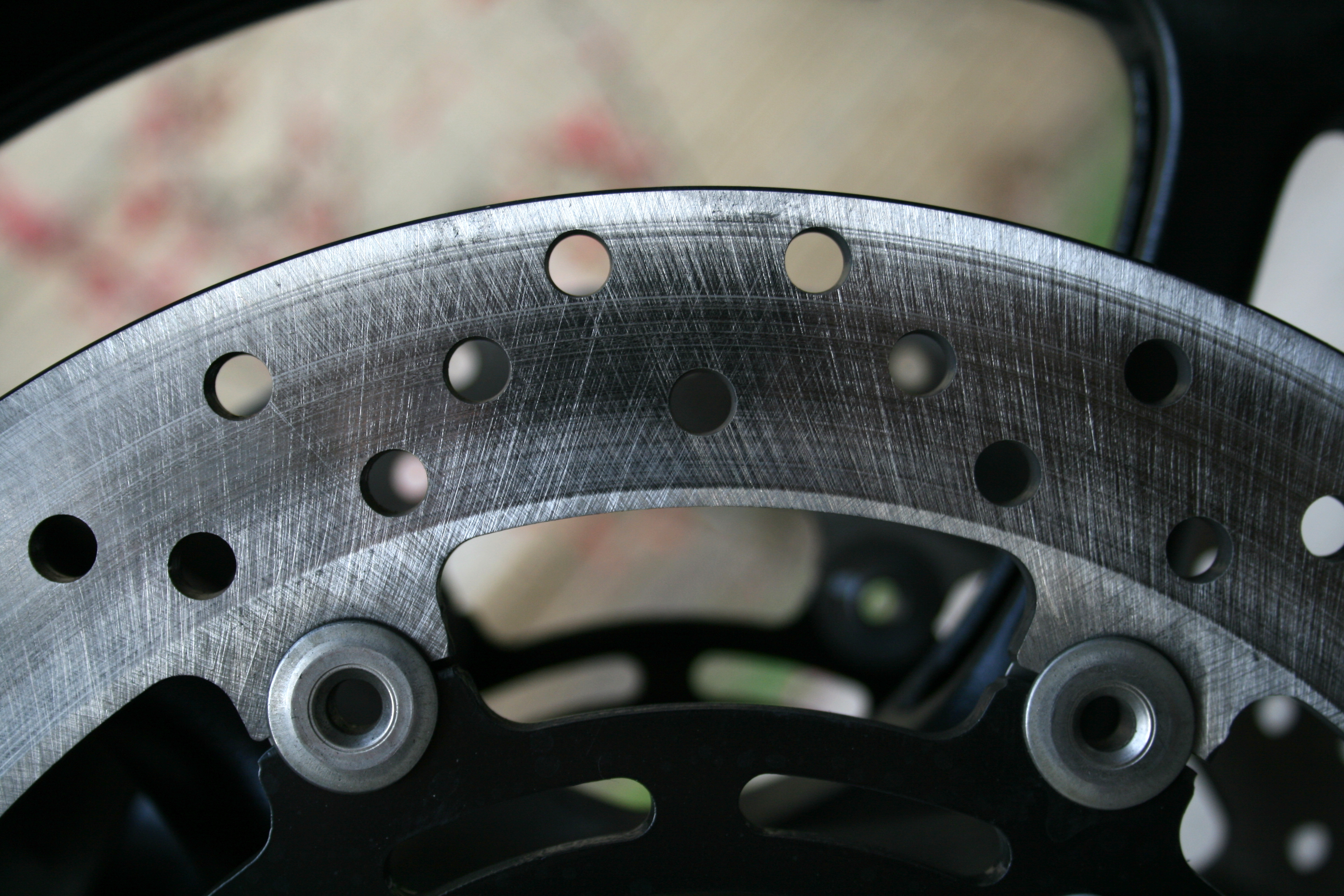
Używana tarcza hamulcowa motoru po przejechaniu około 600 mil

Rozwój hamulców tarczowych rozpoczął się w Anglii w XIX wieku. W 1902 r. firma Lanchester Motor Company zaprojektowała hamulce, które wyglądały i działały podobnie do obecnego układu hamulców tarczowych, gdzie tarcza była cienka, a klocek był aktywowany linką. Zaczęto je stosować w samolotach przed II Wojną Światową, a niemiecki czołg Tygrys został wyposażony w tarczowe hamulce w 1942.

W porównaniu z hamulcami bębnowymi hamulce tarczowe  zapewniają lepszą skuteczność hamowania, ponieważ tarcza jest łatwiej chłodzona. W konsekwencji tarcze są mniej podatne na zanikanie siły hamowania, które jest spowodowane przegrzewaniem się elementów hamulca.